# Kwaczała

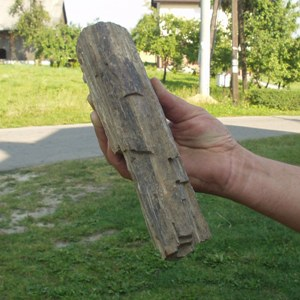
Skamieniala araukaria z Kwaczały

Kwaczała – wieś w Polsce, położona w województwie małopolskim, w powiecie chrzanowskim, w gminie Alwernia, nad potokiem Kwaczałka. Przez wieś przebiega droga wojewódzka nr 780 Kraków – Chełm Śląski.

## Integralne części wsi
| SIMC    | Nazwa         | Rodzaj     |
| ------- | ------------- | ---------- |
| 0314550 | Kamionka Duża | część wsi  |
| 0314566 | Kamionka Mała | część wsi  |
| 0314572 | Łazek         | część wsi  |
| 0314589 | Piasek        | część wsi  |
| 0314610 | Płoszczań     | przysiółek |
| 0314595 | Simota        | część wsi  |

## Historia
Miejscowość po raz pierwszy notowana jest w XIV wieku w niedatowanym dokumencie biskupa krakowskiego Bodzantego (1290–1366) wymieniającego ją jako włość należącą do biskupstwa.
Pierwsze odkrycia archeologiczne we wsi i okolicy przeprowadzone zostały w XIX wieku ujawniając wczesne ślady osadnictwa. Warszawski tygodnik Kłosy opisał je w artykule poświęconym odkopanemu cmentarzysku, które badali polscy archeolodzy Adam Honory Kirkor oraz Izydor Kopernicki.
W 1581 r. Kwaczała została wymieniona w historycznych dokumentach podatkowych. Była wówczas wsią biskupstwa krakowskiego leżącą w powiecie proszowickim w województwie krakowskim w Rzeczypospolitej Obojga Narodów. Znajdowało się w niej wtedy 20 łanów, 2 zagrodników, 1 zagrodnik bez roli, 8 komorników, 6 komorników bez bydła, 1 chałupnik oraz karczma.
W XIX-wiecznym Słowniku geograficznym Królestwa Polskiego miejscowość dwukrotnie wymieniona została jako Kwaczała, wieś leżąca w powiecie chrzanowskim. W 1884 r. mieszkało w niej 1669 mieszkańców wyznania rzymskokatolickiego. Największą posiadłość we wsi 232 mórg roli, 411 mórg lasu posiadała Julia Patelska. Inne posiadłości liczyły w sumie 1198 mórg roli, 129 łąk i ogrodów oraz 385 mórg pastwisk. Ludność miejscowa zajmowała się oprócz rolnictwa także koszykarstwem, garncarstwem oraz wyrobem kapeluszy słomkowych.
W latach 1954–1972 wieś należała i była siedzibą władz gromady Kwaczała. W latach 1975–1998 miejscowość administracyjnie należała do województwa krakowskiego.
Parafia św. Stanisława Kostki w Kwaczale została utworzona w 1983 roku. Kościół został poświęcony w 1988 r. konsekrowany 29 października 2005 przez abpa Stanisława Dziwisza.
Osobliwością Kwaczały są głębokie wąwozy wycięte w arkozie kwaczalskiej, w której spotyka się duże skrzemieniałe pnie drzew szpilkowych – araukarytów). Uważa się, że arkoza powstała w warunkach lądowych w stefanie (karbon górny).

## Sport
We wsi działa miejscowy klub piłkarski Unia Kwaczała. Drużyna seniorów spadła z ligi okręgowej do A-klasy, natomiast juniorzy młodsi grają w Chrzanowskim Podokręgu Piłki Nożnej. W sezonie 2004/2005 zespół awansował z A-klasy do ligi okręgowej.

## Szkoła
Pierwsza szkoła w Kwaczale istniała od 1830 r. W 1869 r. Józef Patelski ufundował sztandar dla szkoły. Słownik geograficzny Królestwa Polskiego odnotowuje istnienie we wsi dwuklasowej szkoły ludowej pod koniec XIX wieku.
W 1934 r. w budynku starej szkoły został założony prąd, natomiast w 1936 został on założony w nowej szkole wybudowanej w 1911, w 1962 została ona przebudowana. Znaczna przebudowa miała miejsce w latach 1990–1997. Wtedy dobudowano część dydaktyczną, część socjalną oraz salę gimnastyczną. W budynku mieści się szkoła podstawowa, do którego dojeżdża młodzież z Okleśnej, Źródeł, Mirowa oraz Podłęża.

## Osoby związane z Kwaczałą
- Stanisław Urbańczyk
- Ryszard Kowalski (1939–1983) – działacz opozycji demokratycznej w okresie PRL[9]
- Franciszek Ciura – ur. w 1935 r. w Kwaczale, inżynier, autor monografii Kwaczały i opracowań historycznych o miejscowościach klucza lipowieckiego[10][11].